# 方士载宅
方士载宅是位于安徽歙县城中心打箍井街15号的一座明代豪宅，坐东朝西，徽派建筑风格，距离许国石坊不远。
方士载宅修建于明中叶，为阁老（许国）府的一部分，雕刻华丽。
1981年，方士载宅被列为安徽省文物保护单位。目前开辟“建筑史陈列馆”。